# Fissidens berterii
Fissidens berterii är en bladmossart som beskrevs av C. Müller 1848. Fissidens berterii ingår i släktet fickmossor, och familjen Fissidentaceae. Inga underarter finns listade i Catalogue of Life.